# Спонтано сагоревање
Спонтано сагоревање или самозапаљење је врста сагоревања која се јавља самозагревањем (повећањем температуре услед егзотермних унутрашњих реакција), затим термичким бекством (самозагревањем које се убрзава до високих температура) и на крају, самозапаљивањем. 

## Узрок и паљење
До спонтаног сагоревања може доћи када супстанца са релативно ниском температуром паљења (сено, слама, тресет итд.) Почне да ослобађа топлоту. То се може догодити на више начина, било оксидацијом у присуству влаге и ваздуха, било бактеријском ферментацијом која генерише топлоту. Топлота не може да побегне (сено, слама, тресет итд. Добри су топлотни изолатори), а температура материјала расте. Температура материјала расте изнад његове тачке паљења (иако је већина бактерија уништена температурама паљења). Сагоревање започиње ако је присутно довољно оксиданса, попут кисеоника, и горива за одржавање реакције у топлотни одбег.

## Погођени материјали
Сено  и компостне гомиле  могу се самозапалити због топлоте произведене бактеријском ферментацијом. Ланено уље и данско уље у затвореном простору (као што је гомила натопљених крпа, изостављених у непокривеном контејнеру, посебно ако крпе после употребе са растварачем против влаге за чишћење уља) могу оксидирати, што доводи до накупљања топлота и тиме паљење.  Угаљ се може спонтано запалити када је изложен кисеонику, због чега реагује и загрева се када нема довољно вентилације за хлађење.  Оксидација пирита је често узрок спонтаног паљења угља у старој јаловини. Пистаћи ораси су лако запаљиви када се чувају у великим количинама и склони су самозагревању и самозапаљењу. Велике гомиле стајњака могу спонтано да сагоре у условима екстремне врућине. Памук и лан могу се запалити када дођу у контакт са полинезасићеним биљним уљима (ланено семе, уља за масажу); бактерије полако разлажу материјале, производећи топлоту. Ако су ови материјали ускладиштени на начин да топлота не може да изађе, накупљање топлоте повећава брзину разградње и самим тим повећава се и стопа накупљања топлоте. Једном када се постигне температура паљења, долази до сагоревања са присутним оксидансима (кисеоником). Нитратни филм, ако се неправилно складишти, може пропасти у изузетно запаљиво стање и сагорети. Пожар у своду Фок из 1937. године изазван је спонтаним сагоревањем нитратног филма.

### Сено
Сено је један од најчешће проучаваних материјала у спонтаном сагоревању. Веома је тешко успоставити јединствену теорију о томе шта се дешава код самозагревања сена због различитих врста трава које се користе у припреми сена и различитих локација на којима се гаји. Очекује се да ће доћи до опасног загревања код сена које садржи више од 25% влаге. Највећи број пожара догоди се у року од две до шест недеља складиштења, а већина се догоди у четвртој или петој недељи.
Процес може започети микробиолошком активношћу (бактерије или плесни), али у неком тренутку процес мора постати хемијски. Микробиолошка активност ће такође ограничити количину кисеоника доступног у сену. Чини се да је влага прилично важна, без обзира на процес. На 100°C, мокро сено је упило двоструку количину кисеоника од сувог сена. Постоје претпоставке да се сложени угљени хидрати присутни у сену разграђују на једноставније шећере који се лакше оксидирају

### Активни угаљ
Угљен, свеже припремљен, може се самозагрејати и запалити. Ово је одвојено од жаришта која су се могла развити од припреме угља. Угљен који је био изложен ваздуху током осам дана не сматра се опасним. Укључени су многи фактори, од којих су два врста дрвета и температура на којој је дрвени угаљ припремљен.

### Угаљ
Самозагревање у угљу је опсежно проучавано. Тенденција самозагревања опада са порастом  ранг угља. Угљи лигнит активнији су од битуменског угља, који су активнији од угља антрацит. Свеже извађени угаљ троши кисеоник брже од угљена који се истрошио, а свеже угаљ се самозагрева у већој мери него угаљ. Присуство водене паре такође може бити важно, јер брзина стварања топлоте која прати апсорпцију воде у сувом угљу из засићеног ваздуха може бити реда величине или већа од исте количине сувог ваздуха.

### Уљано семе и производи од уљаног семена
Уљано семе и остаци од вађења уља самостално ће се загрејати ако су превише влажни. Типично је складиштење на 9-14% влаге задовољавајуће, али утврђују се ограничења за сваку појединачну сорту уљаног семена. У присуству вишка влаге која је мало испод нивоа потребног за клијање семена, активност плесни гљивица је вероватни кандидат за стварање топлоте. Ово је утврђено за семе лана и сунцокрета, као и за соју. Много уљаног семена ствара уља која се самозагревају. Такође су проучавана зрна палме, семе репице и памука. Крпе натопљене ланеним уљем могу се спонтано запалити ако су неправилно ускладиштене или одбачене.

### Људски
Постоје непотврђени анегдотски извештаји о људима који су спонтано палили. Овај наводни феномен се не сматра истинским спонтаним сагоревањем, јер су се наводни случајеви углавном приписивали фитиљ ефекту, при чему спољни извор ватре запали оближње запаљиве материјале и људску масноћу или друге изворе.